# Vippetorp
Vippetorp (dansk) eller Wippendorf (tysk) er en landsby beliggende 3 km sydøst for Eskeris (Esgrus) i det østlige Angel i Sydslesvig. Administrativt hører landsbyen under Eskeris kommune i Slesvig-Flensborg kreds i den nordtyske delstat Slesvig-Holsten. I kirkelig henseende hører Vippetorp under Eskeris Sogn. Sognet lå i Kappel og delvis i Ny Herred (Flensborg Amt), da området tilhørte Danmark.
Vippetorp (Vibtrup) er første gang nævnt 1231 i Kong Valdemars Jordebog. Stednavnet henføres til kvindenavn eller fuglenavn Vibe (sml. Vittrup ved Hjørring og Vipetorp på Øland). Landsbyen var i middelalderen i kongens eje. I 1397 erhervede Runtoft gods en del af byen. I 1837 nævnes syv gårde og syv kådnersteder (husmandsted) i Vibtrup under Runtoft gods. I 1871 blev Vippetorp en selvstændig kommune. Kommunen rådede 1970 over et areal på 393 ha og havde 258 indbyggere. Med under kommunen hørte Altona, Bojum, Grisgaard (Griesgaard), Grøngade (Grüne Straße), krosted Skorrehøj (Schorrehy, afledt af skurv) og Vippetorp Knoglemølle. I 1971 blev kommunen indlemmet i nabokommunen Esgrus. I årene 1887 til 1969 fandtes der et mejeri i byen. Landsbyen var mellem 1902 og 1938 stationsby ved den nu nedlagde banestrækning Flensborg-Satrup-Grumtoft. Der fandtes både en bank- og postlilial, en kro og et lille høkeri. Syd for landsbyen løber den lille Grimså (Grimsau) mod Stoltebøl for at munde få km senere nord for Kappel i Slien.